# Zug
Zug (francouzsky Zoug, italsky Zugo, rétorománsky Zug, latinsky Tugium) je město v německy mluvící části Švýcarska, hlavní město stejnojmenného kantonu. Leží na Švýcarské plošině, na severním konci východního břehu Zugského jezera, 4 kilometry na východ od Chamu a 23 kilometrů jižně od Curychu. Žije zde přibližně 31 tisíc obyvatel.

## Geografie

### Poloha

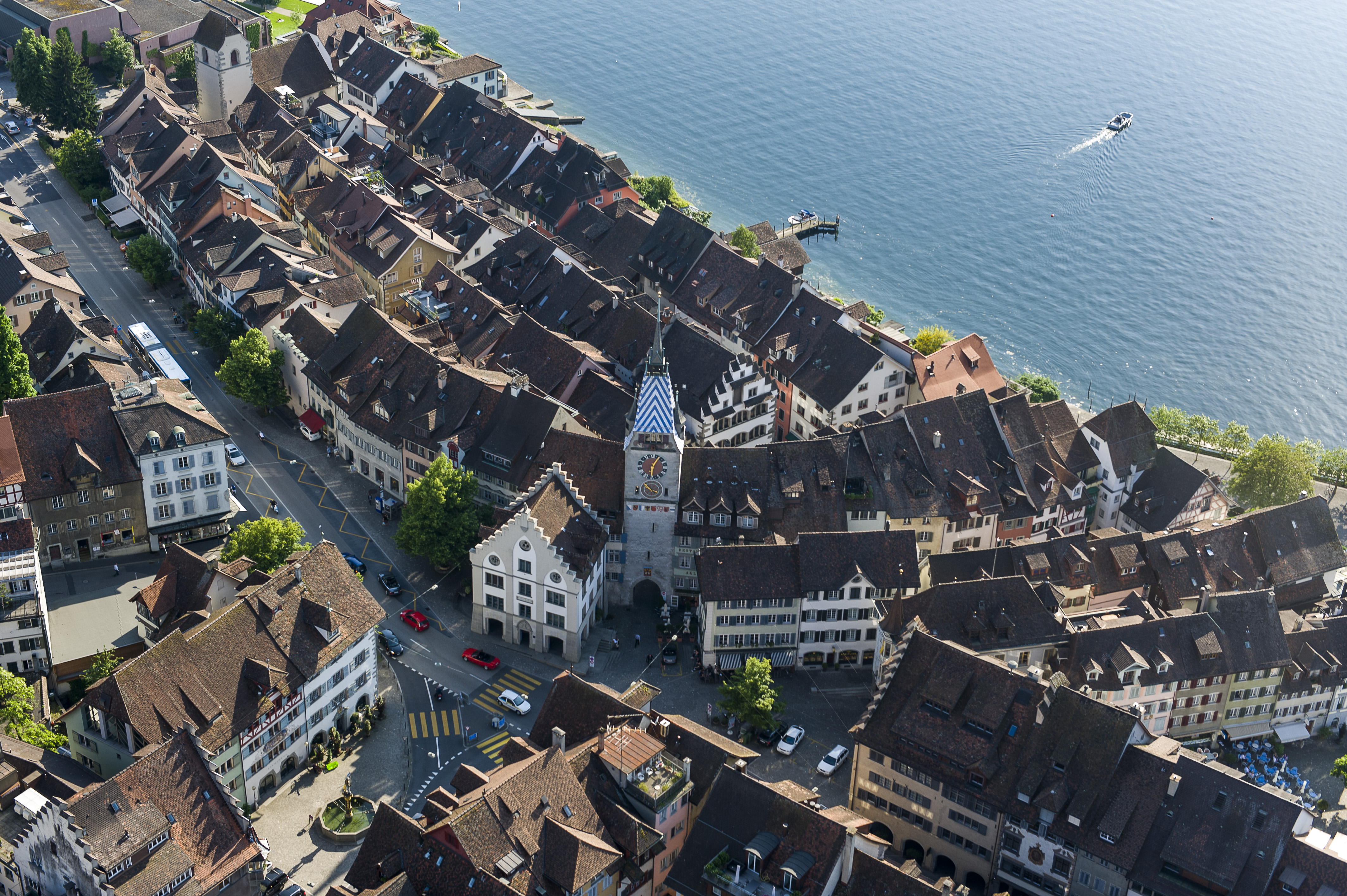
Staré centrum města

Město Zug leží v nadmořské výšce 425 m n. m. na Zugském jezeře, sevřené mezi severovýchodním břehem Zugského jezera a úpatím a západními svahy Zugerbergu ve středním Švýcarsku na Švýcarské plošině. Město Zug leží 23 km jižně od Curychu (vzdušnou čarou).
Území obce o rozloze 33,8 km² se rozkládá na severovýchodním břehu Zugského jezera, na přechodu Švýcarské plošiny do předalpské pahorkatiny. Z těchto 34 km² připadá přes 12 km² na Zugské jezero. Délka břehu Zugského jezera je přibližně 11 km a táhne se od zátoky východně od Chamu až k potoku Lotenbach u Walchwilu. V roce 1997 tvořily 23,8 % rozlohy obce Zug sídelní plochy, 35,5 % zemědělská půda, 38,1 % lesy a lesní pozemky a 2,6 % neproduktivní půda.

### Vodstvo

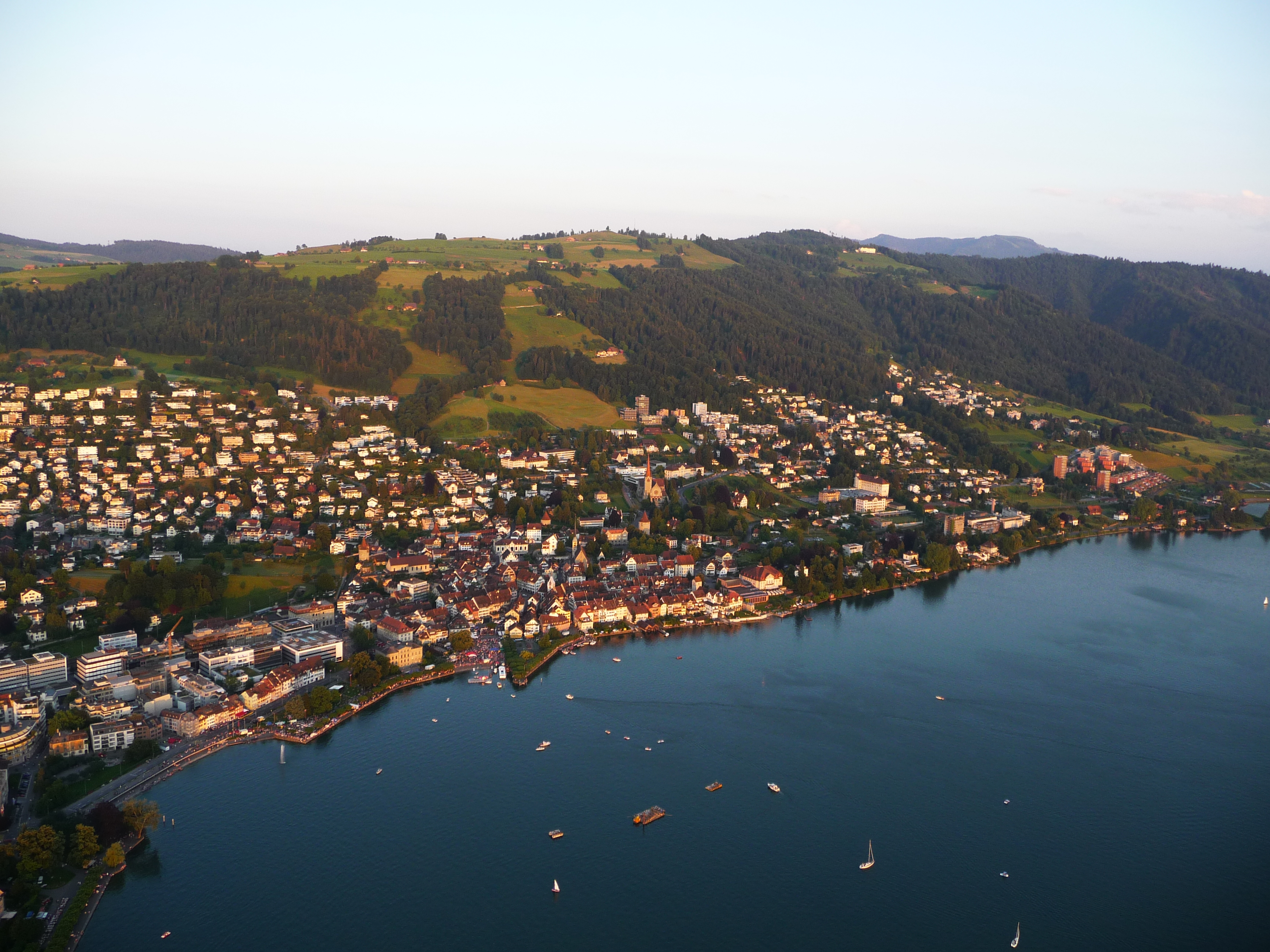
Letecký pohled na centrum Zugu

Podél severního břehu Zugského jezera se rozkládá asi 1 km široký pruh roviny Lorze (známé také jako Baarská rovina), která leží v průměrné nadmořské výšce 420 m. Tato náplavová rovina byla po poslední době ledové vyplněna erozním materiálem, který řeka Lorze přinesla ze svého horního povodí. Z této roviny se do jezera vlévají tři vodní toky, a to od západu k východu Steinhauser Dorfbach (který zároveň tvoří západní hranici obce), Alte Lorze a samotná Lorze, svedená do kanálu. Dolní tok řeky Lorze byl v roce 1976 upraven a posunut o více než 1 km na východ. Zatímco dřívější ústí Lorze označuje náplavový kužel u Kollermühle, který postoupil do jezera, napřímený tok řeky ústí do Zugského jezera u rekreační oblasti Brüggli.

### Členění
Město Zug zahrnuje rozsáhlé obchodní, průmyslové a obytné čtvrti na planině řeky Lorze a od vlastní městské části oddělené osady Lorzen, Kollermühle, Steinhuserbrugg a Ammannsmatt. Součástí města jsou také vesnice Oberwil, osada Räbmatt, obě ležící jižně od Zugu na břehu jezera, a různé zemědělské osady na výšinách Zugerbergu. Sousedními obcemi Zugu jsou Cham a Steinhausen na severozápadě, Baar na severu, Unterägeri na východě, Walchwil na jihu a Meierskappel a Risch na západě (hranice na jezeře). Zug se již rozrostl společně s obcemi Baar, Steinhausen a Cham, které se rovněž nacházejí na planině Lorzenebene. Zejména mezi Zugem a Baarem tento proces pokročil již tak daleko, že hranice obcí jsou sotva znatelné. Kromě toho má Zug a jeho exkláva společné hranice s obcemi Arth a Steinerberg ve Schwyzu.

## Historie

### Etymologie
Název Zug pochází ze starohornoněmeckého obecného slova zug „tahat, vytahovat, chytat (ryby), vytahování rybářských sítí“. Již ve středověké němčině se toto slovo stalo také právním termínem, tj. „rybářské právo, rybářský lístek“, a místním termínem, tj. „místo, lokalita, část vody, kde je povolen rybolov“. Obecné slovo označující místo se postupně přeneslo na rybářskou osadu, která se zde nacházela, a stalo se tak druhotným vůči názvu místa. V případě dnešního města Zug se pravděpodobně jedná o pojmenování z hlediska mnohem starší vesnice Cham.
Latinský název Tugium vymyslel v 16. století humanista Glarean, který se snažil název města vysledovat až do starověku a k helvétskému kmeni Tuginů zmiňovanému ve Strabonu. Archeologické nálezy v okolí města Zug naznačují existenci římského sídliště, které nelze přesně lokalizovat. Jeho název však není znám.

### Založení města
Hrad Zug existoval od 11. století jako dvůr hrabat z Lenzburgu. Na počátku 13. století založili Kyburgové, kteří od vymření Lenzburgů v roce 1173 vládli oblasti Zugu, pravděpodobně na břehu Zugského jezera, přímo západně od hradu Zug, sídlo Zug, které dalo městu jméno. Na kopci od města ležela starší jádra osídlení, a to farní kostel svatého Michala, hrad Zug a stejnojmenná vesnická osada.
Za motiv založení města byla dlouho považována jeho výhodná poloha na obchodní cestě z Curychu do severní Itálie přes Gotthardský průsmyk, která měla vést přes Zugské jezero do Immensee, odtud do Küssnachtu a dále přes Lucernské jezero. Tento předpoklad však dnes již nelze potvrdit. Proti tomu hovoří pozdní obdarování Zugu celním privilegiem v letech 1303 až 1326 a orientace Curychu na výhodněji položené průsmyky v Graubündenu pro obchod s Itálií.
V první fázi svého vývoje se město skládalo pouze z části dnešního starého města, které však mělo ještě třetí uličku pod dnešní Untergasse, která již neexistuje. Dnešní Untergasse tak až do katastrofy v roce 1435 stále představovala prostřední uličku. Městskou část tedy tvořilo šest zhruba rovnoběžných řad domů směřujících k jihu.
V listině z roku 1242 se Zug poprvé označuje jako oppidum a v roce 1255 jako castrum. Kaple Liebfrauen je poprvé zmíněna v listině z roku 1266.
Severně od starého města se na břehu jezera rozkládala předměstská osada, dnešní předměstí. Archeologické nálezy a historické prameny dokládají nejpozději od 14. století řemeslnickou osadu zvanou Stad se soukromým sustenem a přístavištěm lodí.

### Zug za habsburské nadvlády

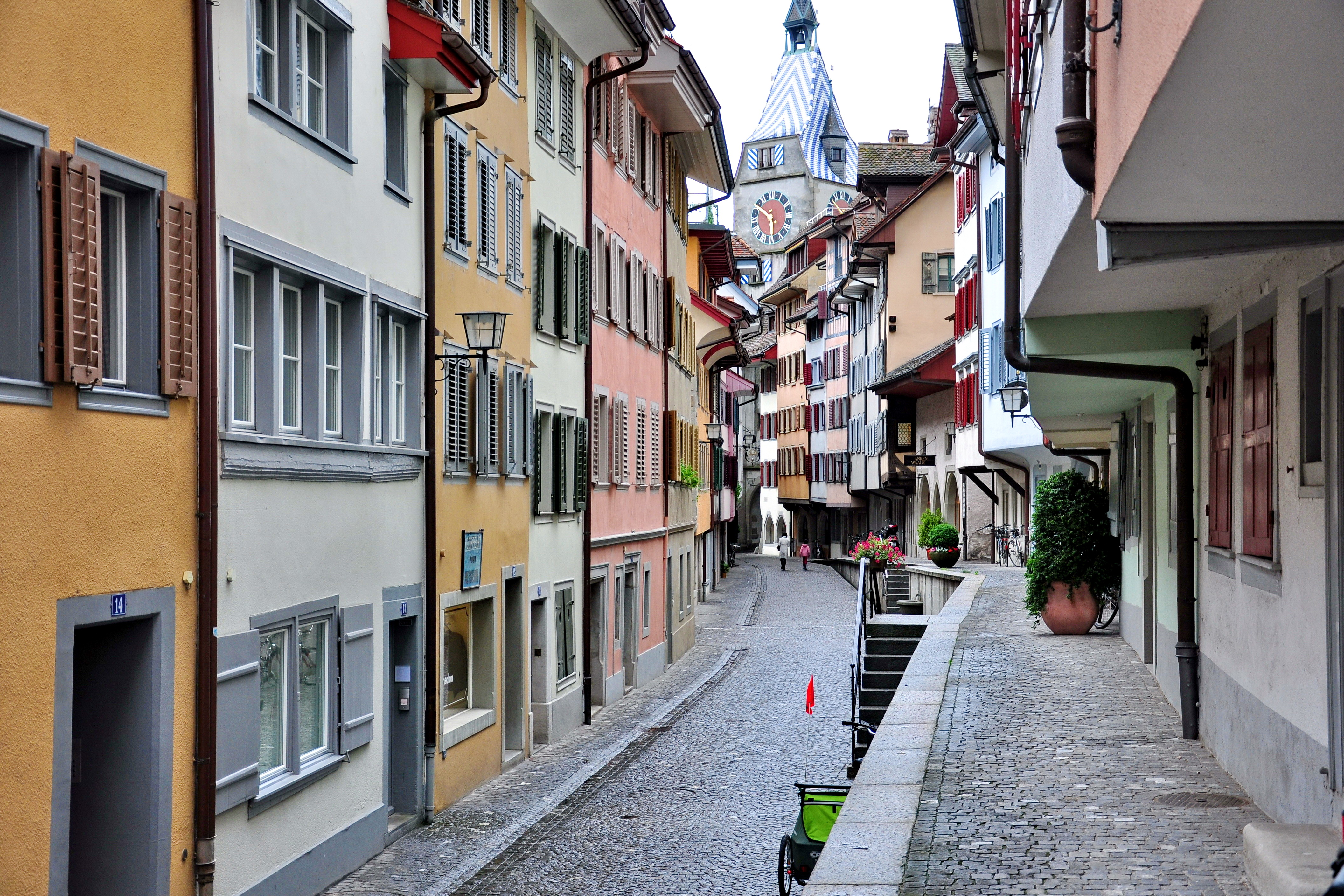
Staré město

V roce 1273, jen několik měsíců před svým zvolením německým králem, koupil Rudolf I. Habsburský od Anny, dcery kyburského dědice, město Zug a Arth am See spolu s velkou částí bývalého kyburského a laufenburského majetku. Habsburkové nyní spojili Zug a osady v okolní krajině do soudní obce Zug.
Habsburkové masivně rozšířili městské opevnění Zugu. Koncem 13. století nebo kolem roku 1300 byla opevněna jednoduchá brána Zitturm. Vedle Zitturm byl postaven Lughaus jako flankovací objekt a celnice. Okružní zeď byla po celém obvodu zpevněna Zwingermauerem, který byl z vnější strany chráněn druhým příkopem. Výstavbu Zwingermaueru lze datovat do období mezi lety 1326 a 1370. Starší výzkumy chybně interpretovaly Zwingermauer jako rozšíření města z období po roce 1435 nebo 1478.

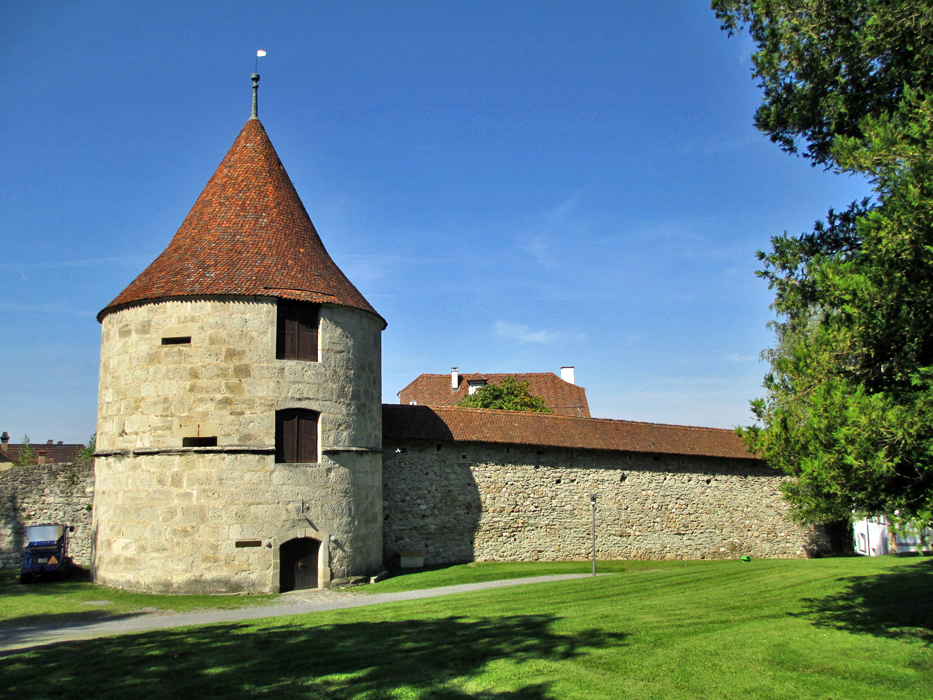
Věž Huwilerturm

V roce 1315 prý Zug sloužil habsburským vojskům pod vedením vévody Leopolda I. jako shromaždiště pro bitvu u Morgartenu. Po porážce Habsburků zůstal Zug Habsburkům, ale po spojenectví Lucernu s konfederáty v roce 1332 a vstupu Curychu do konfederace 1. května 1351 byl Zug definitivně zcela obklíčen konfederačním územím. Dne 8. června 1352 konfederáti město Zug oblehli poté, co jim obyvatelé okolí nekladli žádný odpor. Když vévoda Albrecht odmítl poslat pomoc, město se vzdalo. Zug se poté 27. června 1352 připojil ke konfederaci konfederátů spolu s vnějším úřadem, který tvořily Ägeri, Menzingen a Baar. Takzvaný Zugerbund však na vládnoucí situaci mnoho nezměnil, protože neznamenal zánik habsburské svrchovanosti nad Zugem, ale Zugští se nadále zavazovali uznávat habsburské soudy a platit uložené dávky.
Po druhém obléhání Curychu vévodou Albrechtem vyústilo zprostředkování markraběte Ludvíka Wittelsbašského mezi znepřátelenými stranami 1. září 1352 v mírovou smlouvu nazvanou jeho jménem, která uznávala konfederační spojenectví, ale zamlčovala spojenectví se Zugem, čímž naznačovala jeho nelegitimitu. Pro Zug to znamenalo pokračování habsburské nadvlády. Habsburkové poskytli Zugu zřízence a Rudolf IV. udělil městu 21. srpna 1359 právo svrchovanosti a cla.
Pravděpodobně koncem léta 1365 dobyli obyvatelé Schwyzu spolu s některými z údolí Ägeri, ale bez podpory ostatních konfederovaných měst, město Zug podruhé. Od té doby Schwyz zajišťoval zugského rychtáře, doloženého v letech 1370–1404, ale daně, které se měly platit, nadále putovaly Habsburkům.
Dne 24. června 1400 udělil Václav IV. městu Zug samotnou vrchnostenskou pravomoc (hrdelní právo), tzv. Blutbann, nad městem a úřadem. To vedlo v roce 1404 k obchodu s prapory a pečetěmi, v němž vnější kancelář požadovala jako náhradu odevzdání praporu, pečetí a listin.

### Nezávislost Zugu

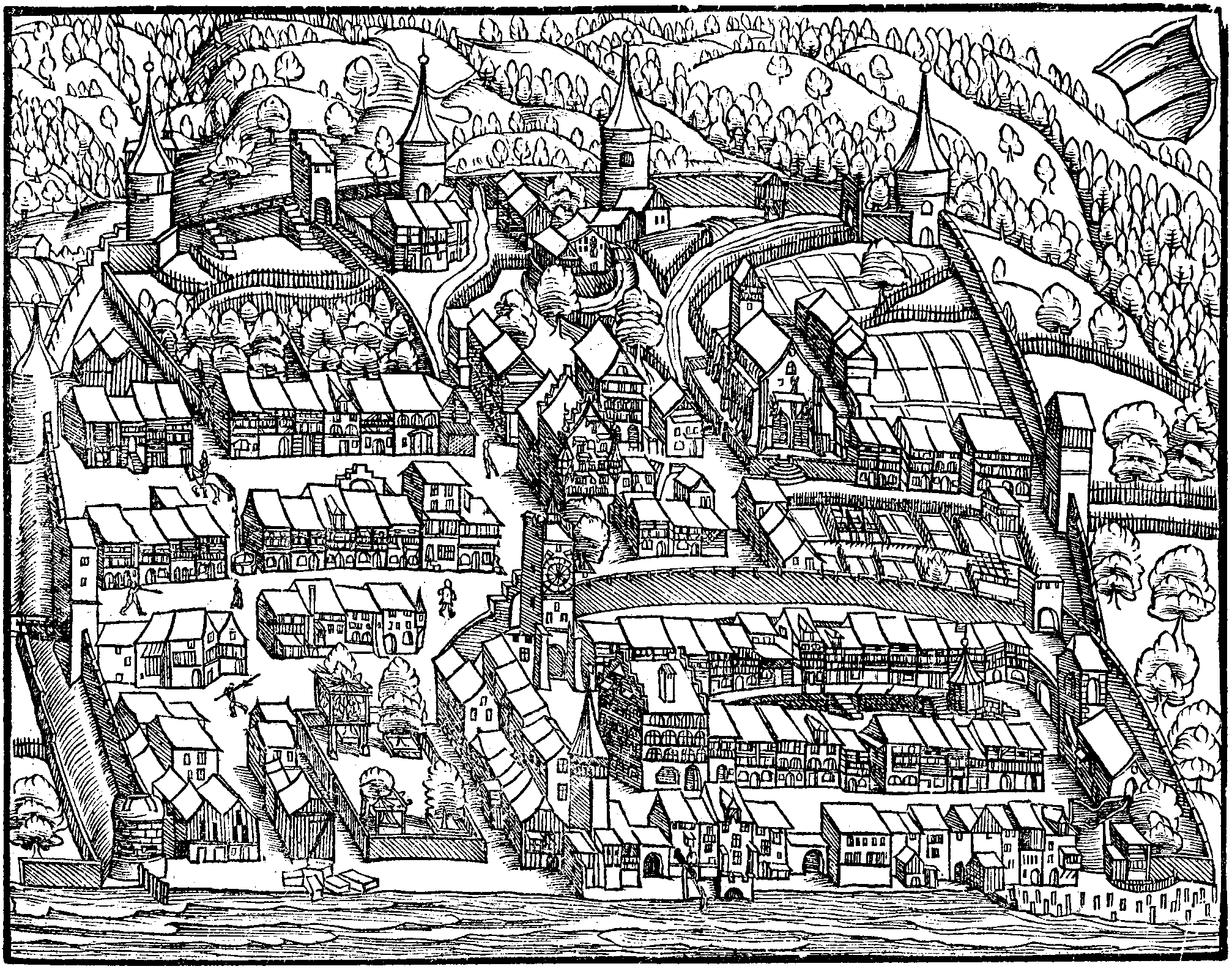
Nejstarší vyobrazení města z kroniky Johannese Stumpfa (1547/48)

Ve 14. a 15. století získávalo město Zug kolem Zugského jezera stále více poddanských území, k nimž patřily Cham, Steinhausen, Hünenberg, Risch a Walchwil. Po udělení říšské svobody Zikmundem Lucemburským v roce 1415 se Zug osamostatnil a všechny habsburské nároky zanikly.
Dne 4. března 1435 se tehdejší ulice Untergasse potopila do Zugského jezera spolu s domy na břehu jezera. Zahynulo 60 lidí a 26 domů bylo zničeno.
Od roku 1478 nechalo město postavit kostel svatého Osvalda od stavitele Hanse Feldera a mnohonásobně rozšířilo svou městskou plochu. Půdorys nového městského opevnění a rozvržení Neugasse sleduje naprosto pravidelný půdorys odvozený od kompasu se středem na Kolinplatzu, kde se setkávají všechny dopravní cesty. Tento půdorys města navazuje na ideální města italské renesance. V roce 1505 nechalo město postavit radnici, v roce 1516 špitál (dnes Burgbachova školní budova) a v roce 1530 sýpku (dnes knihovna). V letech 1518 až 1536 bylo dokončeno nové městské opevnění s charakteristickými válcovými věžemi.
V roce 1526 se Zug rozhodl zůstat během reformace katolickým městem a 5. října 1586 vytvořil spolu s Uri, Schwyzem, Unterwaldenem, Fribourgem a Solothurnem tzv. Zlatou konfederaci (Goldener Bund). Kapucínský klášter z roku 1595 byl první městskou pobočkou řádu.

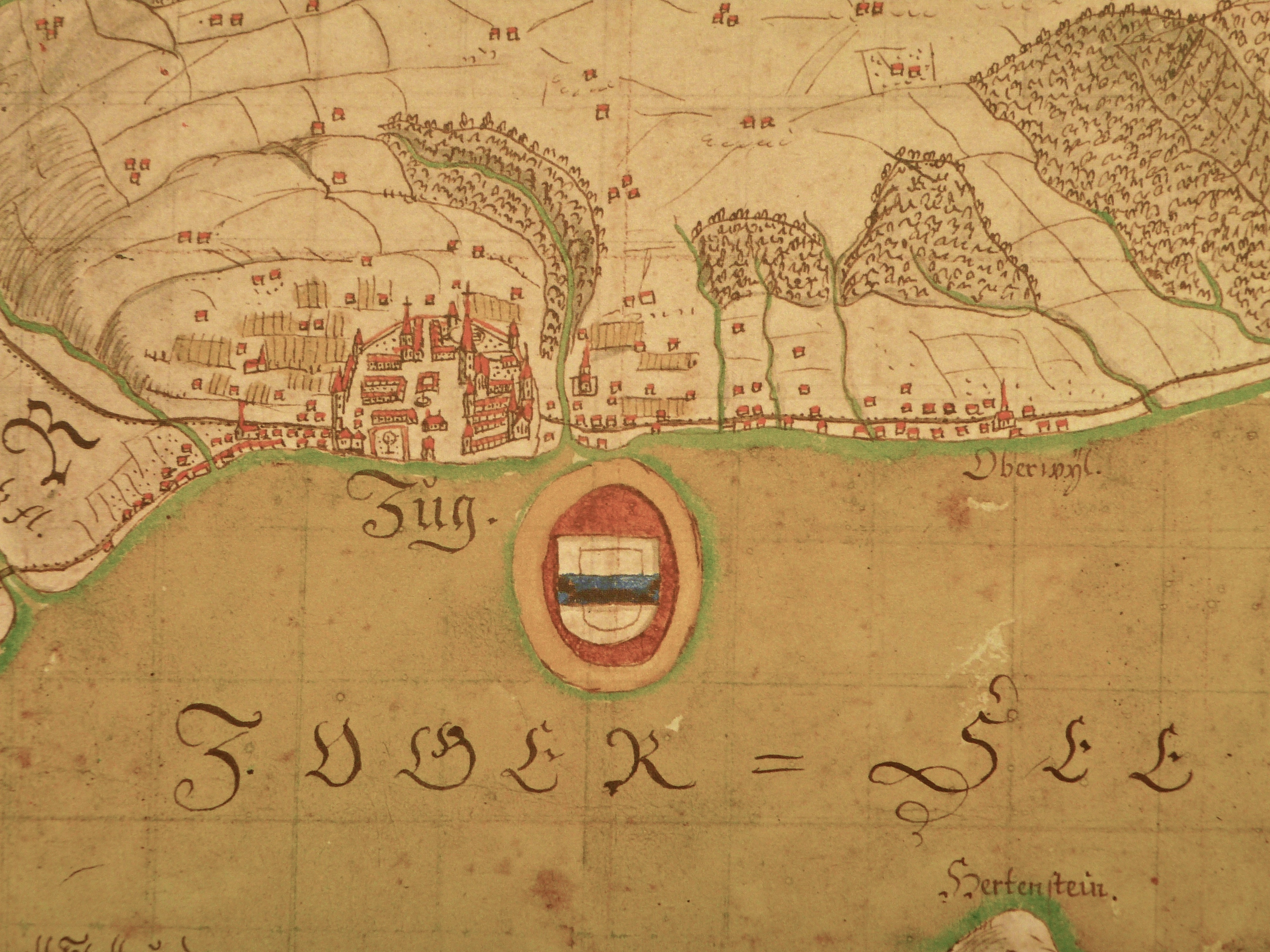
Zug na mapě z roku 1667

Následující léta byla poznamenána napětím mezi městem Zug a vnějším úřadem, které bojovaly o kompetence a spolurozhodování. Po různých spolkových arbitrážích byla v roce 1604 uzavřena smlouva Libell (z latinského libellus „malá kniha“), která poprvé písemně upravila vztahy mezi městem a soudní obcí a tvořila základ veřejného práva až do obsazení Zugu Francouzi v roce 1798. Přestože město zůstalo ústředním místem politické činnosti, smlouva libellus postavila město a úřad na roveň politickému postavení a přiznala tak zemi právo rozhodovat o všech rozhodnutích.
Během napoleonských tažení byl Zug přiřazen ke kantonu Waldstätte pod helvétskou nadvládou, jehož byl v letech 1799–1802 hlavním městem.
Po rozpadu Helvétské republiky se Zug stal hlavním městem kantonu na základě první ústavy kantonu Zug z roku 1814.
Léta 1830 až 1847 byla poznamenána politickými spory mezi konzervativci a liberály. Zug, který se připojil k Sonderbundu, a bojoval tak na katolické straně v tzv. Sonderbundské válce, byl 22. listopadu 1847 donucen kapitulovat, obsazen spolkovými vojsky a povinen platit reparace.

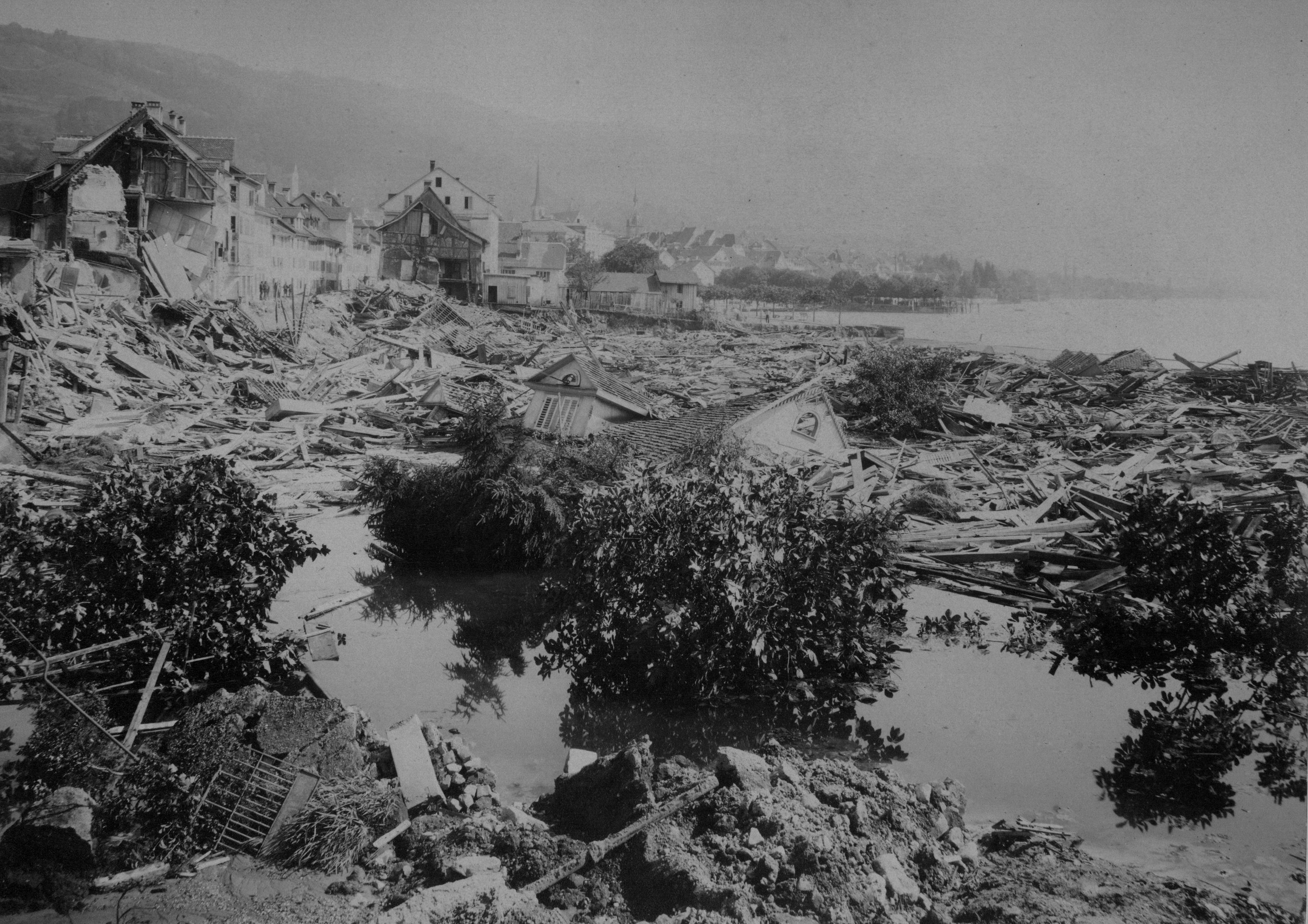
Zřícené domy po katastrofě na předměstí Zugu v roce 1887

Při takzvané „Katastrofě na předměstí“ 5. července 1887 zničilo zřícení břehu řeky 35 budov na předměstí, což si vyžádalo životy 11 lidí a 650 osob zůstalo bez přístřeší. Domy se sesunuly poté, co pilotování a zasypávání při stavbě nového přístaviště oslabilo stabilitu břehu a způsobilo sesunutí nosné vrstvy bahnitého písku. V důsledku toho bylo 15 domů vedle vládní budovy zbouráno a nahrazeno zelenou plochou, aby se snížilo zatížení břehu.
Dne 27. září 2001 byl na budovu parlamentu v Zugu spáchán atentát, při kterém bylo zabito 14 politiků a několik dalších zraněno.

## Obyvatelstvo

Letecký pohled na Zug (1919)

Zug je s počtem obyvatel přibližně 31 tisíc největším městem kantonu Zug. Počet obyvatel Zugu výrazně vzrostl zejména v letech kolem roku 1900 a v letech 1950 až 1970. Po roce 1970, kdy bylo zaznamenáno první maximum kolem 23 000 obyvatel, došlo ke změně demografického vývoje. V průběhu 70. let 20. století se počet obyvatel snížil téměř o 6 %. Poté se počet obyvatel udržoval na konstantní úrovni, než se počátkem 90. let 20. století v důsledku silné stavební činnosti opět dostavil trvalý růst. Nové rodinné domy a bytové domy byly v posledních letech postaveny především na svazích Zugerbergu a na planině Lorze severně od centra města. Dnes se osídlená oblast Zugu z velké části rozrostla společně s oblastí Baaru. Na planině Lorze však mezi obytnými a komerčními oblastmi zůstaly rozsáhlé volné plochy, které slouží jako stavební rezervy.
Podíl cizinců (obyvatel bez švýcarského občanství) činí 32,7 %, což je nad kantonálním průměrem (27 %). Při sčítání lidu v roce 2000 uvedlo 81,8 % obyvatel jako svůj hlavní jazyk němčinu, následovala italština s 3,8 % a srbochorvatština s 3,2 %.
Nejsilněji zastoupenou náboženskou komunitou ve městě Zug je římskokatolická církev. Podle výběrového šetření z roku 2018 se 43,34 % obyvatel hlásilo ke katolické církvi, 14,10 % k evangelické reformované církvi, 12,45 % k jinému vyznání a 30,11 % uvedlo, že je bez vyznání. Pro srovnání: v roce 2011 se ke katolické církvi hlásilo 48,37 % obyvatel, k evangelické 15,09 %, k jinému vyznání 14,18 % a k bez vyznání 22,36 %.
| Vývoj počtu obyvatel | Vývoj počtu obyvatel | Vývoj počtu obyvatel | Vývoj počtu obyvatel | Vývoj počtu obyvatel | Vývoj počtu obyvatel | Vývoj počtu obyvatel | Vývoj počtu obyvatel | Vývoj počtu obyvatel | Vývoj počtu obyvatel | Vývoj počtu obyvatel | Vývoj počtu obyvatel | Vývoj počtu obyvatel | Vývoj počtu obyvatel | Vývoj počtu obyvatel | Vývoj počtu obyvatel | Vývoj počtu obyvatel |
| -------------------- | -------------------- | -------------------- | -------------------- | -------------------- | -------------------- | -------------------- | -------------------- | -------------------- | -------------------- | -------------------- | -------------------- | -------------------- | -------------------- | -------------------- | -------------------- | -------------------- |
| Rok                  | 1850                 | 1880                 | 1900                 | 1910                 | 1920                 | 1930                 | 1941                 | 1950                 | 1960                 | 1970                 | 1980                 | 1990                 | 2000                 | 2010                 | 2015                 |                      |
| Počet obyvatel       | 3302                 | 4805                 | 6508                 | 8096                 | 9499                 | 11 113               | 12 372               | 14 488               | 19 729               | 22 972               | 21 609               | 21 705               | 22 973               | 25 726               | 29 251               |                      |

## Hospodářství

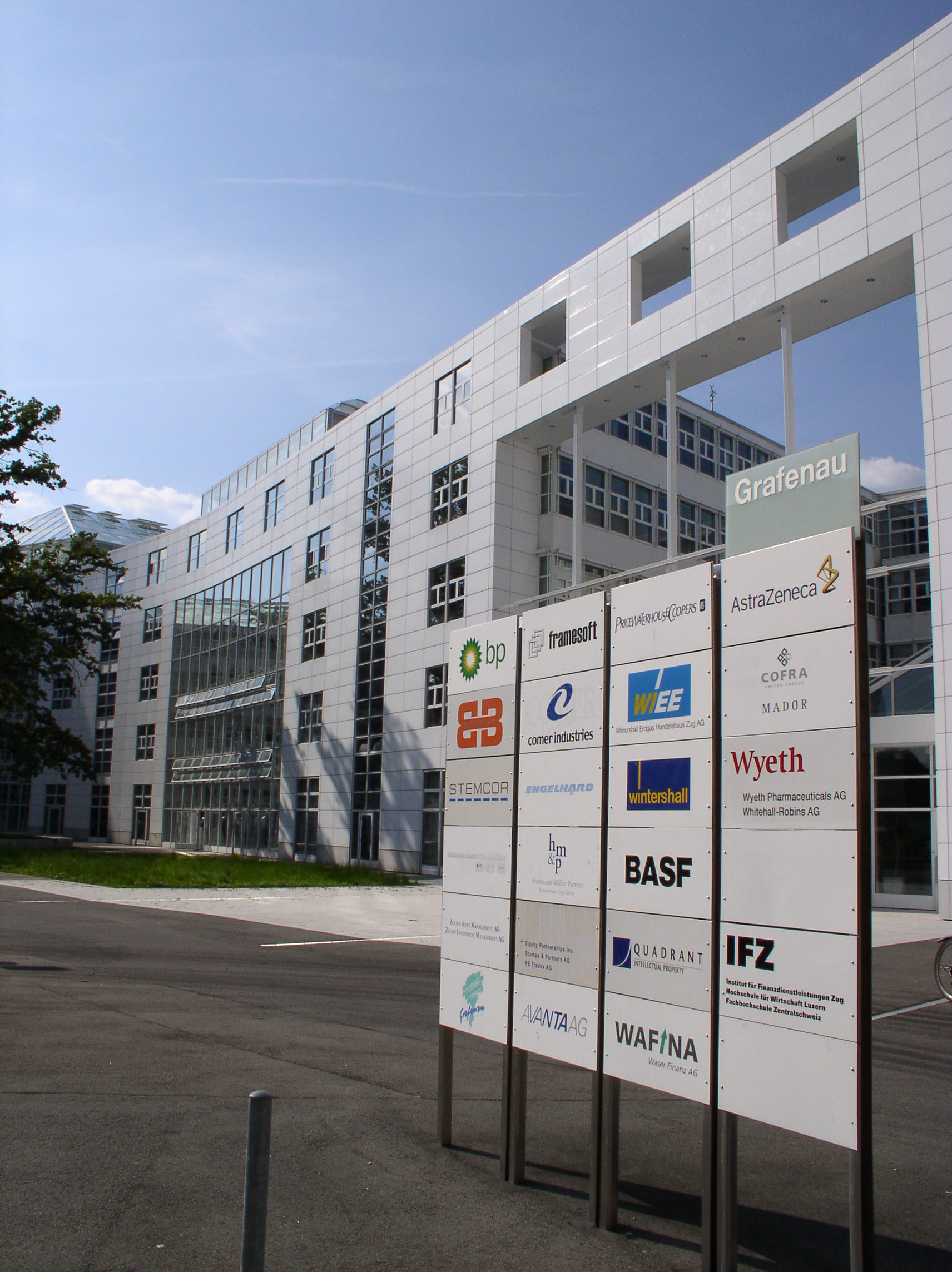
Kancelářský komplex Grafenau v Zugu

Kanton Zug, který je ve Švýcarsku považován za daňový ráj, má nejnižší daňové sazby v zemi; jsou přibližně poloviční oproti švýcarskému průměru. Na každých 30 000 obyvatel města připadá asi 12 000 registrovaných firem a přibližně 40 000 pracovních míst. Ve městě má své administrativní sídlo řada nadnárodních společností. V oblasti obchodu s komoditami stojí za zmínku Glencore, dceřiná společnost BASF Wintershall a Unilever. Žádaný je také finanční sektor. Kromě toho je v Zugu velké množství holdingových společností, domicilových společností - známějších jako poštovní schránky - a trustových kanceláří. Do sportovního sektoru patří FIFA a také bývalý tenista Boris Becker. Největším zaměstnavatelem v Zugu je společnost Siemens Building Technologies s více než 1900 zaměstnanci. Druhým největším zaměstnavatelem je kanton Zug, který zaměstnává přibližně 1600 lidí v administrativě. Dalšími velkými zaměstnavateli jsou V-Zug AG, městská správa, kantonální banka Zuger Kantonalbank, Coop Central Switzerland-Zurich a Argo Hytos Group. Nízké daně jsou však kompenzovány vysokými životními náklady.
Dům Lohri je považován za nejstarší zlatnický dům v Evropě.

## Doprava

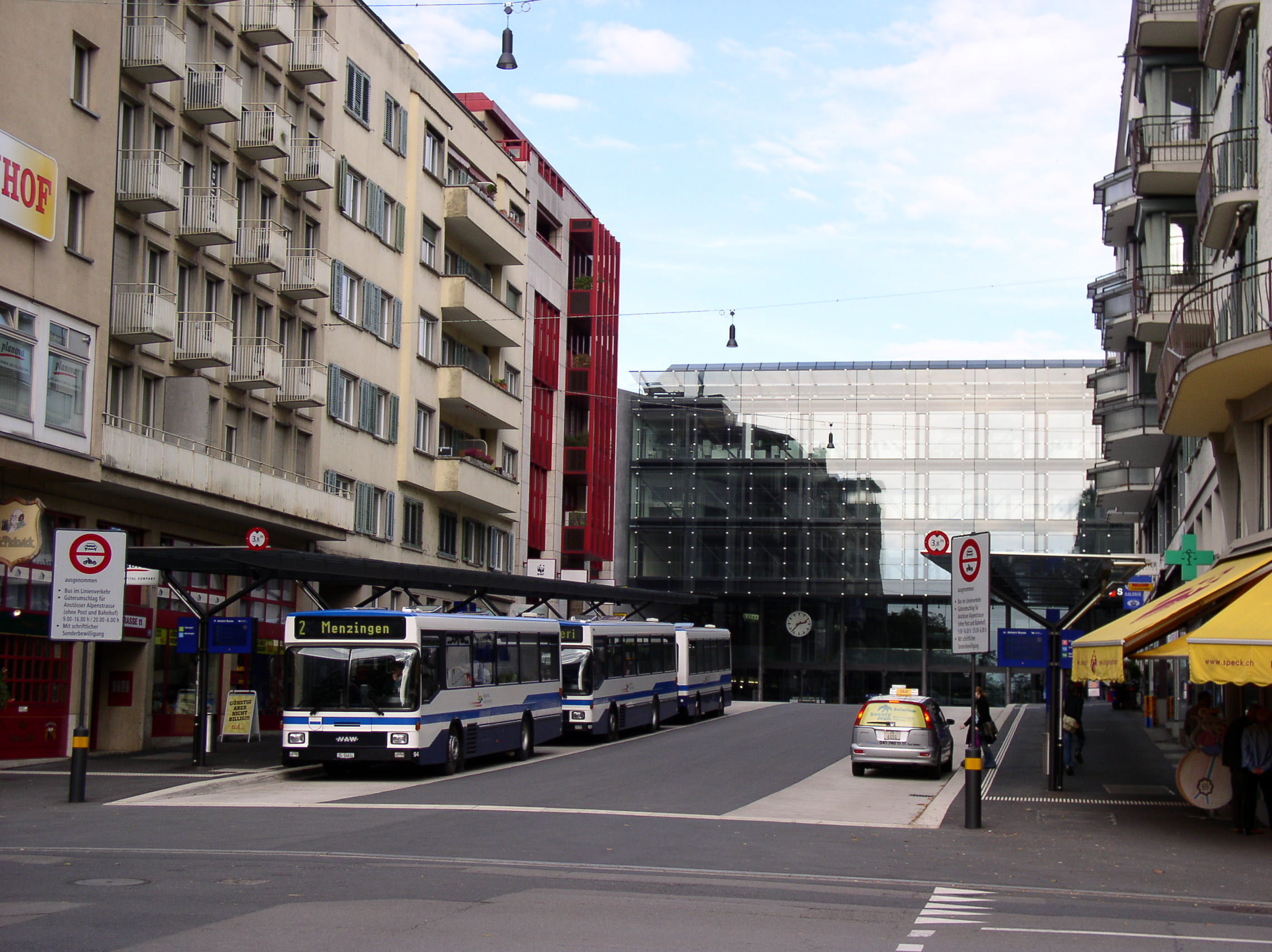
Přednádraží Bahnhofplatz v Zugu

Město má výhodnou polohu na železničních tratích Zug–Lucern a Curych–Gotthard. Do Curychu nebo Luzernu se lze dostat za 25 minut vlakem InterRegio. Zug je napojen na dálnici A14 prostřednictvím sjezdů 2 Zug a 3 Baar. Severozápadně od města se poblíž Steinhausenu nachází také křižovatka s dálnicí A4 (Curych–Lucern). Cesta na nejbližší letiště Curych-Kloten trvá autem přibližně 40 minut.
Zug je napojen na curyšskou síť S-Bahn a má hustou síť veřejné dopravy. Nádražní náměstí na nádraží v Zugu, které bylo znovu otevřeno 28. listopadu 2003, je centrálním uzlem dopravní sítě Zugerland Verkehrsbetriebe (ZVB), která má 285 zastávek a celkovou délku trasy 197 km. Od 12. prosince 2004 umožňuje systém zugské rychlodráhy ještě lepší dostupnost regionální dopravy. Stadtbahn se skládá z linky 1, která jezdí mezi Baarem a Lucernem, a linky 2 z Zugu přes Walchwil do Erstfeldu. Na území města se nachází celkem sedm stanic a zastávek SBB.
Plavební společnost Zugersee Schifffahrt zajišťuje od dubna do října plavbu po Zugském jezeře. Flotila čtyř lodí zajíždí do všech větších jezerních měst a ročně přepraví 130 000 až 150 000 cestujících. Na Zugerberg jezdí z údolní stanice Schönegg lanovka Zugerbergbahn (ZBB). K této lanovce se lze dostat autobusovou linkou 11 od vlakového nádraží. Lanovka se do výšky 926 m n. m. dostane za 6 minut a ročně přepraví přibližně 300 000 osob.

## Sport
Ve městě sídlí hokejový klub EV Zug hrající National League a florbalový klub Zug United hrající Unihockey Prime League mužů i žen.

## Partnerská města
- Fürstenfeld,  Rakousko, od roku 1986

Partnerství se štýrským Fürstenfeldem vzniklo díky poválečné pomoci Zugu Fürstenfeldu.
- Kalesija,  Bosna a Hercegovina, od roku 2008

Důvodem partnerství s Kalesijí je skutečnost, že z tohoto města pochází asi 1 000 obyvatel Zugu, kteří přišli do Švýcarska v 70. a 80. letech jako dělníci a během bosenské války v 90. letech sem částečně přivedli své rodiny.

## Osobnosti
- Claude Dornier (1884–1969), německý letecký konstruktér, žil a zemřel v Zugu
- Boris Hagelin (1892–1983), švédský vynálezce, žil a zemřel v Zugu
- Thomas Hürlimann (* 1950), švýcarský dramatik a prozaik
- Andreas Schönbächler (* 1966), švýcarský akrobatický lyžař
- Simonetta Sommarugaová (* 1960), švýcarská politička a prezidentka (2015 a 2020)